# Stolen Sweets
Pour plus de détails, voir Fiche technique et Distribution.
Stolen Sweets est un film américain réalisé par Richard Thorpe, sorti en 1934.

## Synopsis
Lors d'un voyage vers New York, Patricia Belmont, une riche héritière qui s'ennuie, rencontre Bill Smith, un vendeur en assurances plein d'entrain, et tombe amoureuse de lui. Comme elle est déjà fiancée à Barrington "Barry" Thorne, Patricia, à l'arrivée à New York, lui dit au revoir après lui avoir dit de ne pas s'attacher à elle. Mais Bill retrouve Patricia dans sa propriété de Long Island et la supplie de ne pas épouser sans amour ce Barry...

## Fiche technique
- Titre original : Stolen Sweets
- Réalisation : Richard Thorpe
- Scénario : Karl Brown
- Photographie : M.A. Anderson
- Son : J.S. Westmoreland[1], Pete Clark[2]
- Montage : Roland Reed
- Production : George R. Batcheller
- Société de production : Chesterfield Motion Pictures Corporation
- Société de distribution : Chesterfield Motion Pictures Corporation
- Pays de production :  États-Unis
- Langue originale : anglais
- Format : noir et blanc — 35 mm — 1,37:1 — son Mono
- Genre : Comédie dramatique
- Durée : 75 minutes
- Date de sortie :
  - États-Unis : 15 mars 1934

## Distribution
- Sally Blane : Patricia Belmont
- Charles Starrett : Bill Smith
- Jameson Thomas : Barrington Thorne
- Claude King : Henry Belmont
- John Harron : Sam Ragland
- Polly Ann Young : Betty Harkness
- Tom Ricketts : Stoner
- Aggie Herring : la cuisinière
- Jane Keckley : Priscilla Prattleigh
- Goodee Montgomery : Rose